# Saltsjöbadens IF
Saltsjöbadens IF är en idrottsförening som bildades den 22 juni 1906 av kapten Axel Åstrand, kanslirådet Carl Edenstam och lantmätaren Anders Oldenburg. Idag består föreningen av följande tio sektioner; basket, fäktning, fotboll, friidrott, gymnastik, innebandy, ishockey, kajak, simning och skidor. Föreningen har nästan 3 000 medlemmar. 
Bland de senast framgångsrika aktiva kan nämnas moderne femkamparen Michael Brandt som deltog i Olympiska sommarspelen 2000. och simmaren Lars Ljungberg som deltog i EM 2004. Även fotbollslandslagets Rami Shaaban har spelat i Saltsjöbadens IF (1994-96). Den främsta framgången inom lagidrott var när basketlaget spelade i Elitserien säsongen 1991/92 med eldsjälen Niklas Stenmark som fört laget upp från div 4.

## Saltsjöbadens IF Fotboll
Den största sektionen är Saltsjöbadens IF Fotboll med c:a 1 000 aktiva spelare. första halvan av 1900-talet fanns det tre fotbollsföreningar i Saltsjöbaden. Förutom Saltsjöbadens IF fanns även SK Fram (bildad redan 1903) och Neglinge IF. Det första dokumenterade derbyt skedde 3 november 1907 mellan Saltsjöbadens IF och Neglinge IF (Neglinge IF vann matchen).
Efterhand blev Saltsjöbadens IF den starkaste av klubbarna och det enda kvarvarande fotbollslaget i bygden. Man blev medlem i Stockholms Fotbollförbund 1935 och spelade sin första säsong 1935/36. 1943 nådde man en stor framgång då laget avancerade till klass 2, delvis beroende på den nya idrottsplats som invigts året innan och som används än idag, Saltsjöbadens IP. En annan höjdpunkt var vid fotbolls-VM 1958, då Wales (som var förlagda på Grand Hotel i Saltsjöbaden) spelade två träningsmatcher mot Saltsjöbadens IF. Den andra matchen, den officiella, bevittnades av 1 400 betalande åskådare och vanns av Wales med hela 18-0.
Den senaste främsta seniorframgången var säsongen 1996 då laget spelade i div 3. Målvakt var då Rami Shaaban.
Fotbollen blev en egen sektion i föreningen 1973 (där sektionsordföranden ingår i huvudstyrelsen). Sektionen har växt mycket under de senaste åren och till säsongen 2009 har 63 lag anmälts till seriespel, varav 21 flicklag, och består av c:a 1000 aktiva spelare.

## Saltsjöbadens IF Gymnastik
Gymnastiksektionen var under verksamhetsåret 2022 den näst största sektionen, sett till antal aktiva (486). Sektionen bedriver familje- och barngymnastik för gymnaster från 4 års ålder och har tävlingsgrupper inom truppgymnastik som är och har varit framgångsrika på riksnivå samt deltagit i svenska mästerskap.

## Arrangemang
I föreningens regi arrangeras årligen två löplopp; Nacka Halvmarathon på våren och Solsidan Runt på hösten. Båda loppen ingår i Nackatouren som startades 2014.